# Heljan
Heljan är en dansk tillverkare av modelljärnvägar i skalorna H0, 00, 0 och 1. Företaget grundades 1957 i Frederiksberg av Niels Christian Nannestad. I början inriktades produktionen på byggsatser i papp av byggnader och från 1963 var alla modeller gjorda av plast. 1964 flyttades verksamheten till Næsby utanför Odense och 1988 till Søndersø. På 1990-talet tog produktion av lok och vagnar fart.

## Bilder

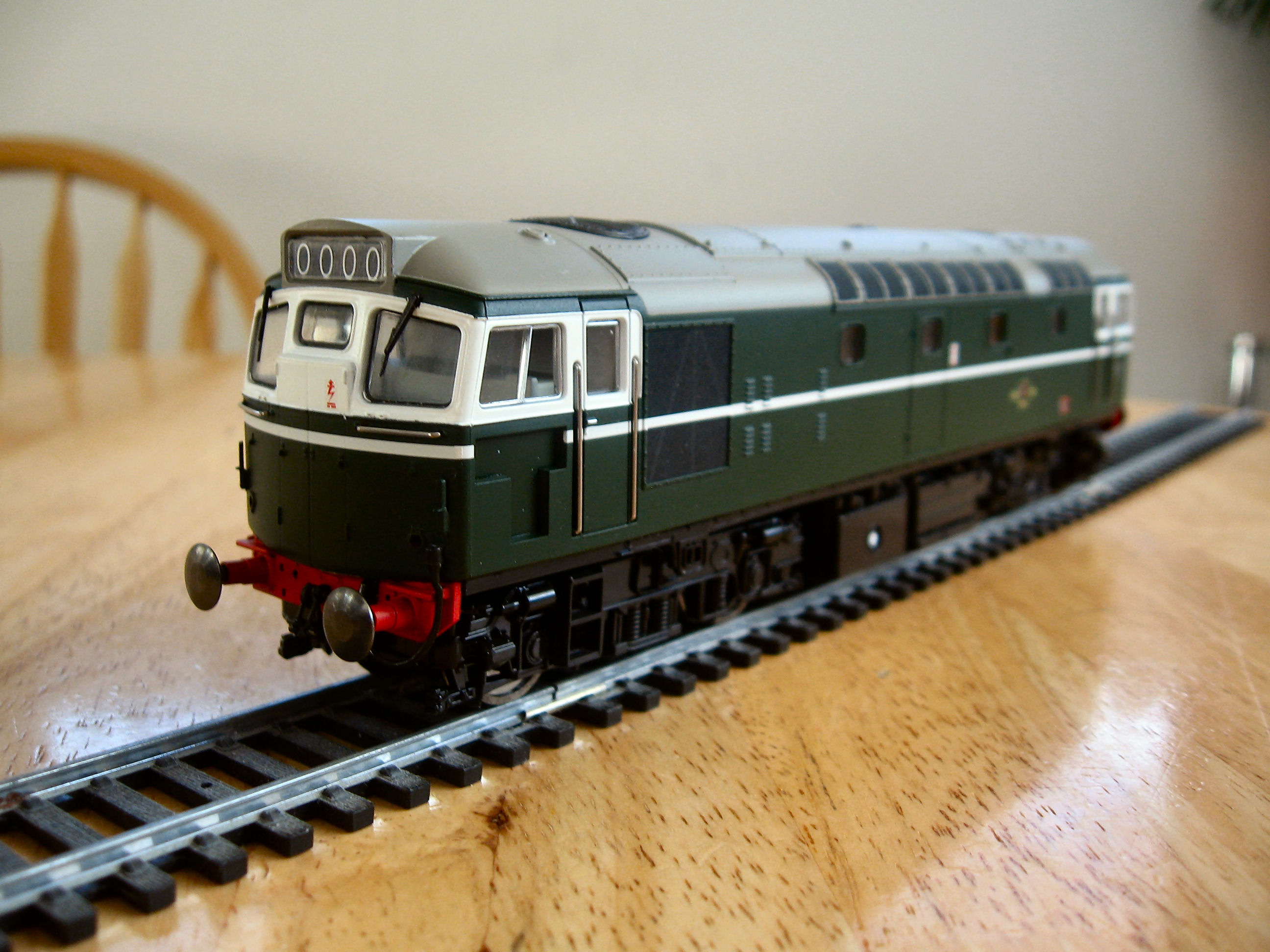
British Rail Class 27
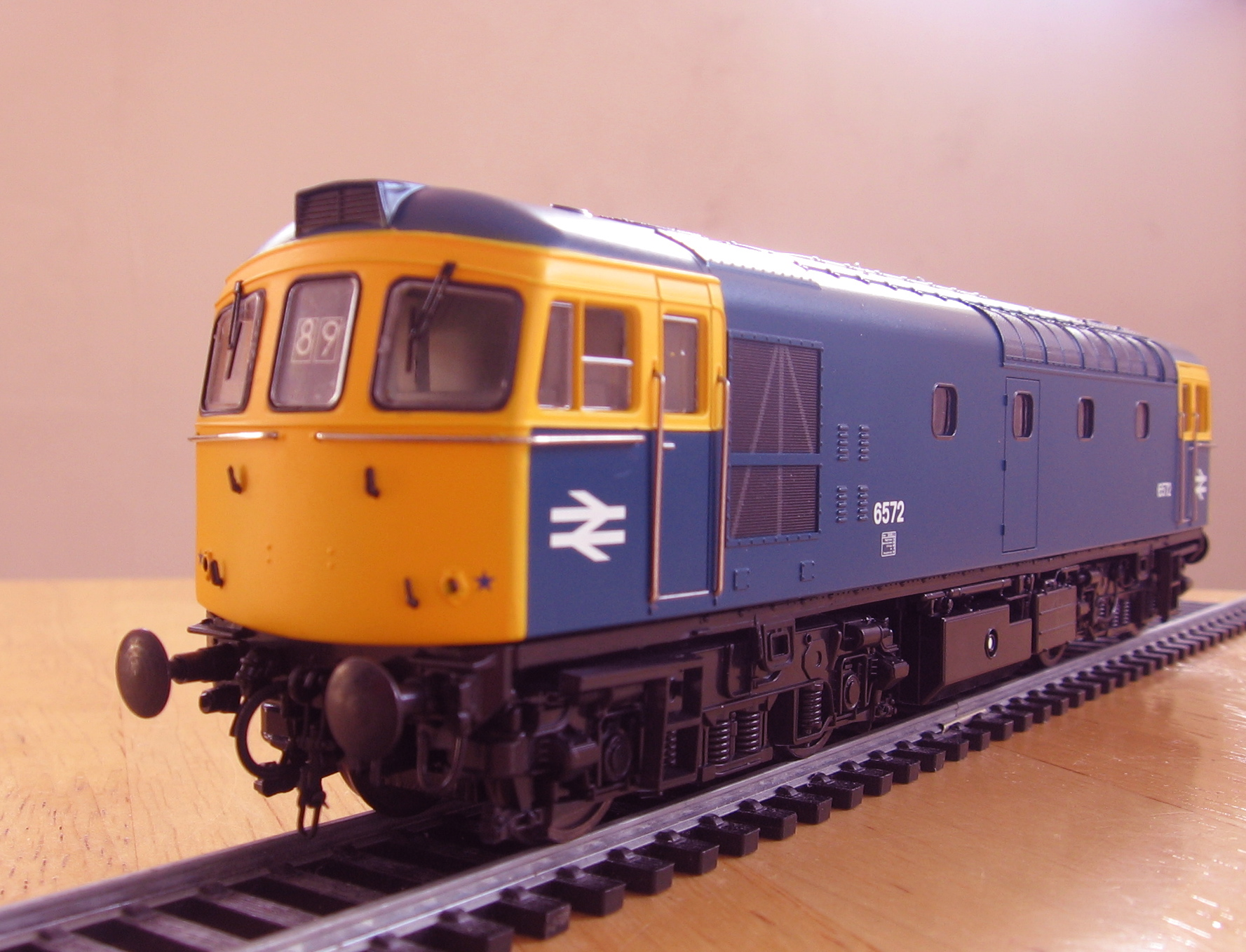
British Rail Class 33
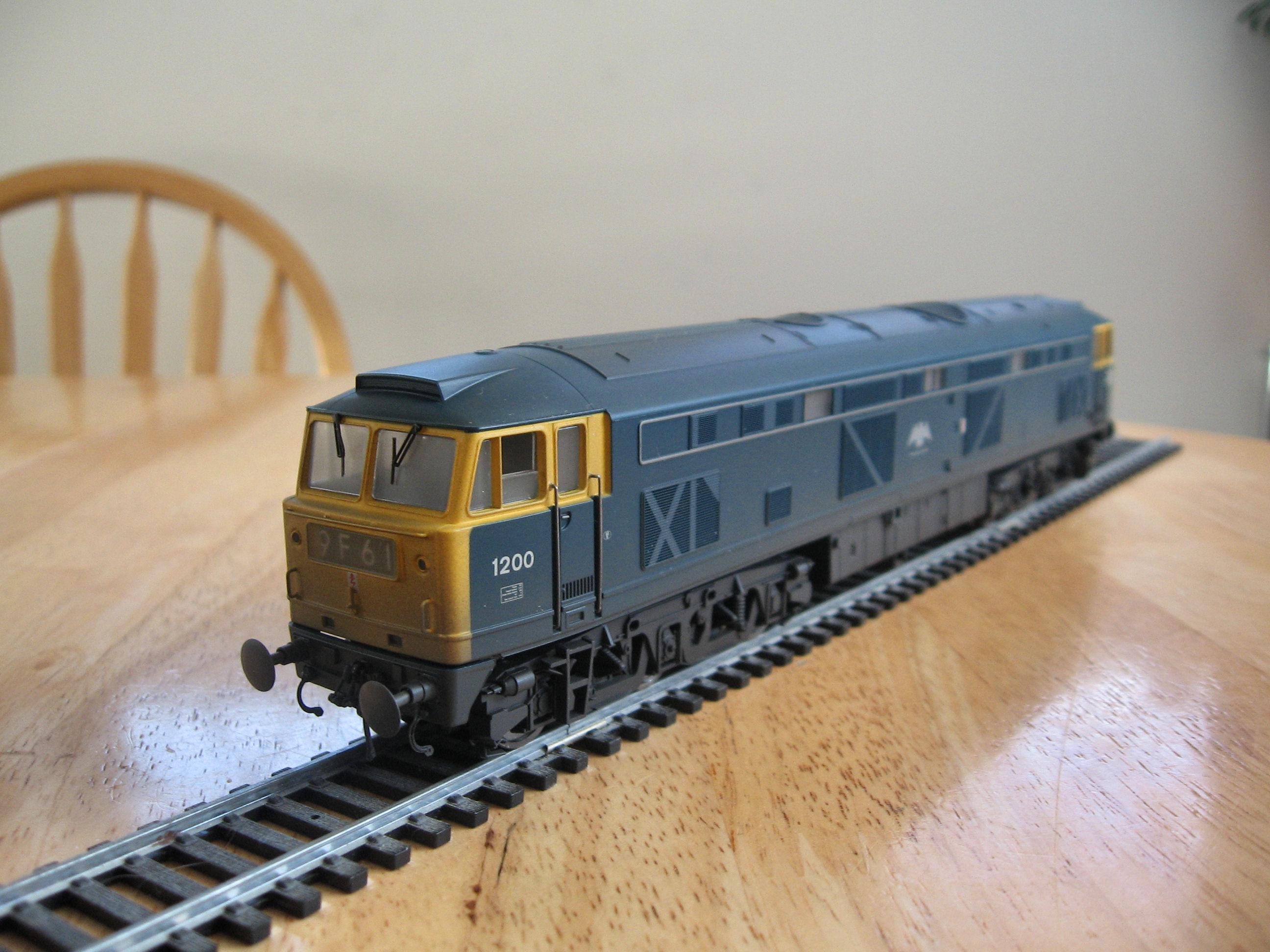
British Rail Class 53 Falcon
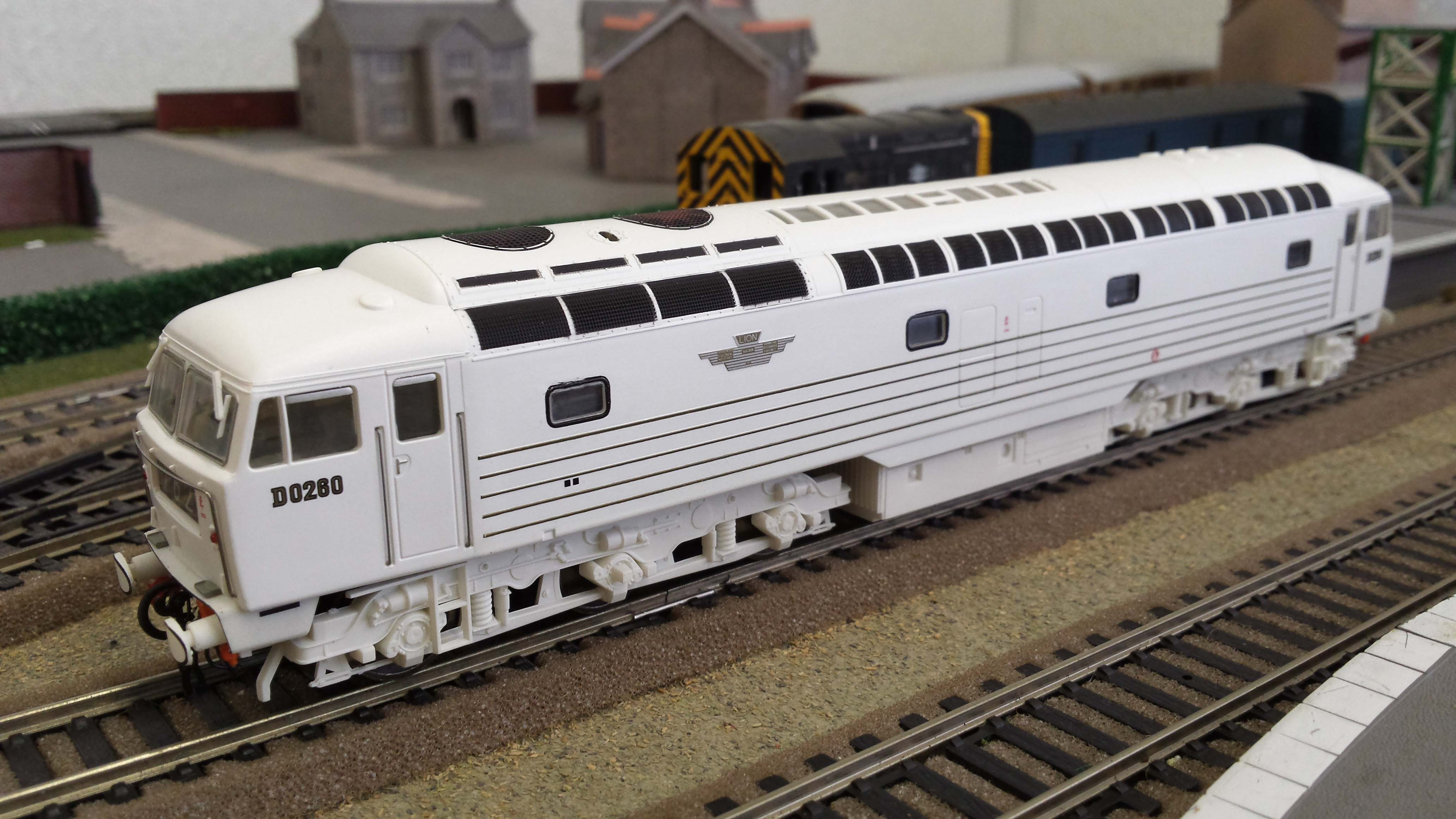
D0260 LION
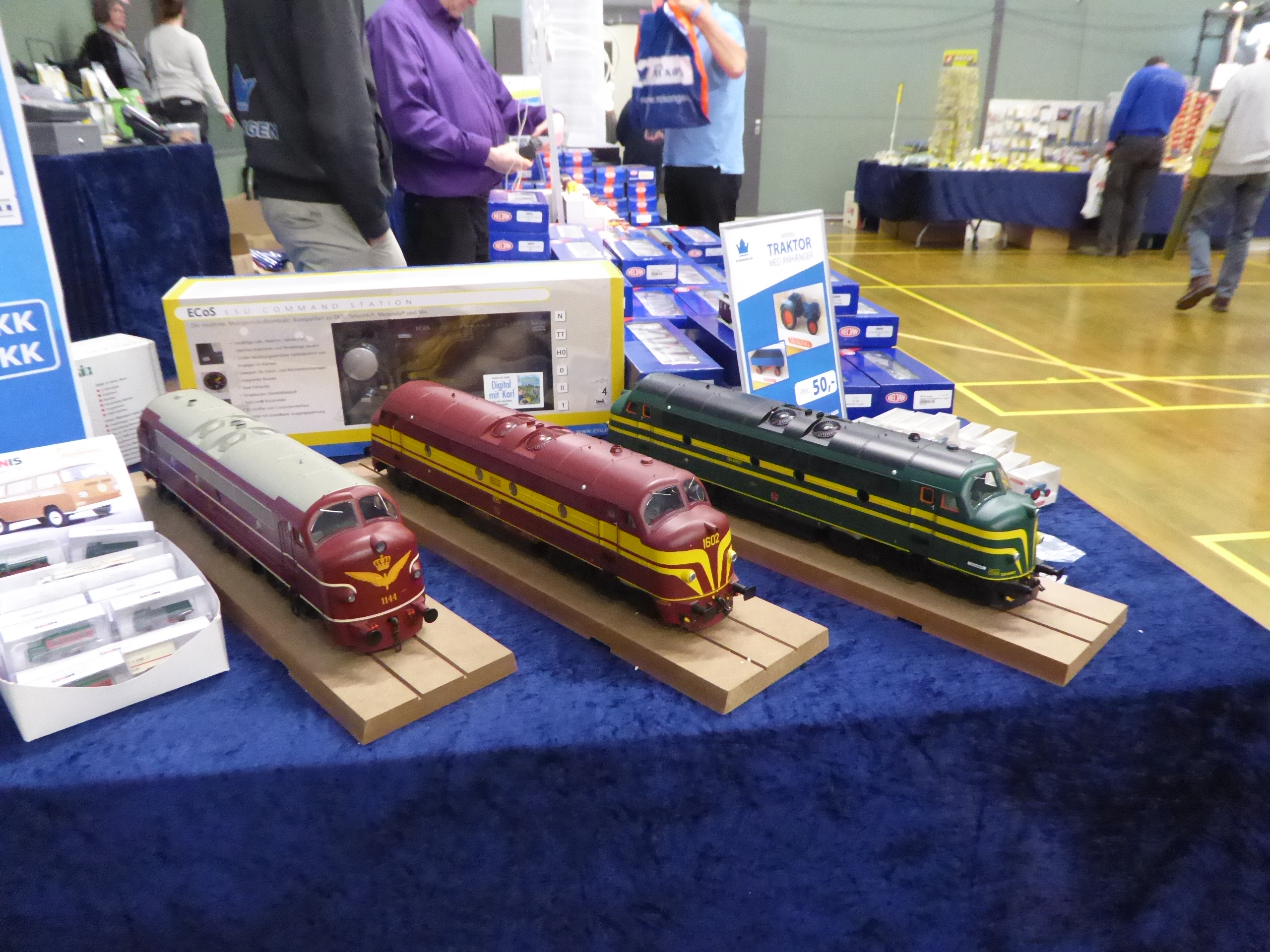
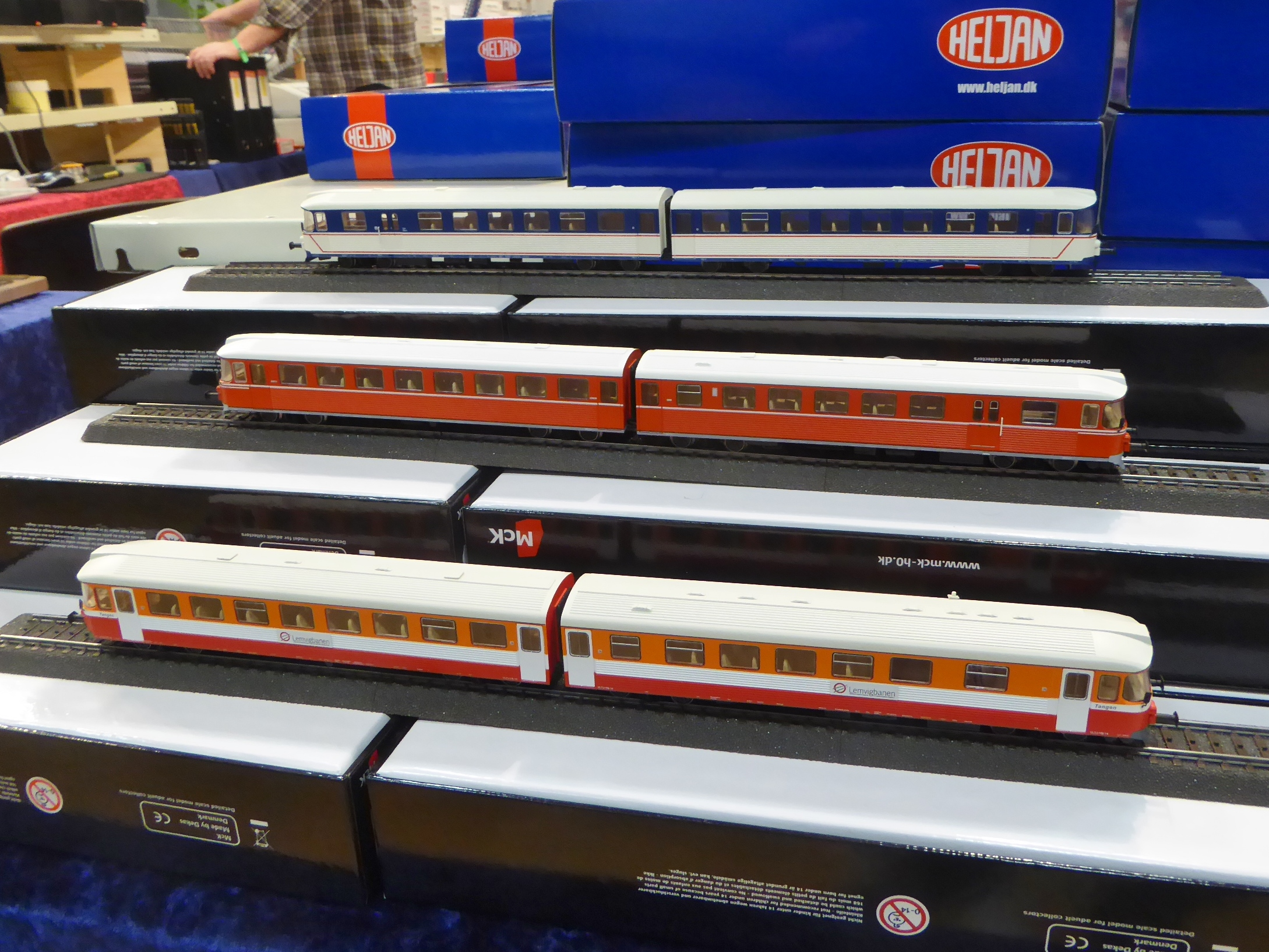
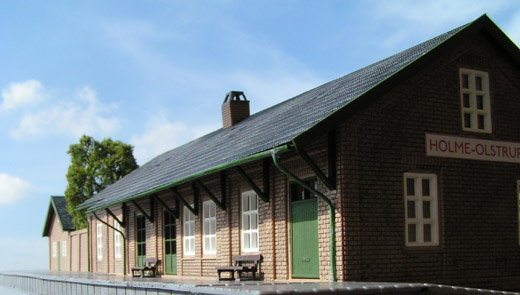
Holme-Olstrup station